# From Laramie to London
From Laramie to London (Lonesome Luke from London to Laramie) é um filme mudo em curta-metragem norte-americano de 1917, do gênero comédia, estrelado por Harold Lloyd.

## Elenco

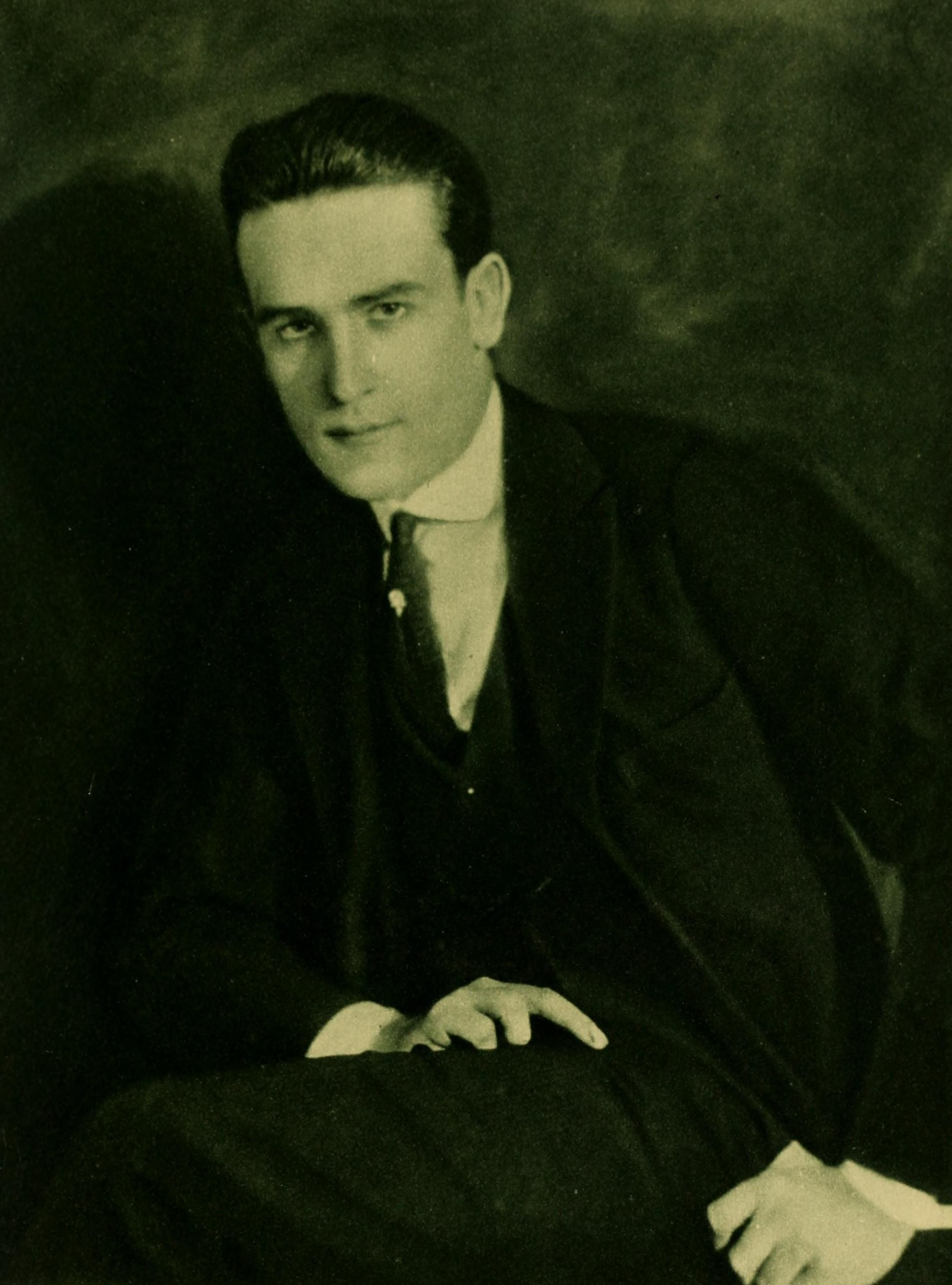
Harold Lloyd

- Harold Lloyd - Lonesome Luke
- Snub Pollard
- Bebe Daniels
- W.L. Adams
- Billy Fay
- Bud Jamison
- Fred Jefferson
- Margaret Joslin
- Marie Mosquini
- Fred C. Newmeyer
- Gilbert Pratt
- Charles Stevenson
- Dorothea Wolbert